# Sorpresa de octubre
Sorpresa de octubre es un término que, en la jerga política estadounidense, hace alusión a un posible evento que pueda influir potencialmente en las elecciones de EE. UU. El nombre viene dado porque el proceso electoral se celebra el primer martes tras el día 1 de noviembre, por lo que los hipotéticos sucesos a los que hace referencia este término político ocurren en octubre.
El origen del término está en las elecciones presidenciales de Estados Unidos de 1972. En dicha elección concurrían el republicano Richard Nixon y el demócrata, George McGovern, la cual estuvo marcada por la Guerra de Vietnam. El 26 de octubre, 20 días antes del día de las elecciones, el Consejero de Seguridad Nacional, Henry Kissinger dijo: «Creo que la paz está en nuestras manos». En principio, es de suponer que esta afirmación -la cual no era precisa, dado que la paz se logró tres años más tarde- supuso un fuerte empujón a favor de Nixon, el cual finalmente ganaría las elecciones.
Otro de los sucesos a los que se alude como «sorpresa de octubre» fue la victoria del candidato republicano, Ronald Reagan, frente al demócrata Jimmy Carter en las elecciones de 1980. Todo apuntaba a que Carter obtendría la victoria segura, pero a finales de 1979, 52 ciudadanos estadounidenses fueron secuestrados en la embajada de EE. UU. en Irán (este país sufría por entonces un proceso revolucionario). El secuestro se prolongó durante varios meses. Si Carter afrontaba el compromiso con las urnas de noviembre de 1980 con medio centenar de compatriotas secuestrados no tendría nada que hacer, y esto lo sabían los republicanos. Los analistas de Reagan descubrieron al computar encuestas que si Carter lograba liberar a los rehenes tendría todo a su favor y que si lo hacía entre el 8 y el 25 de octubre arrasaría con más de 10 puntos de ventaja sobre Reagan. Si el partido republicano lograba evitar que se produjera la sorpresa de octubre, la victoria estaría más cerca. Así que, no hubo liberación de los rehenes. En enero, Ronald Reagan fue investido presidente. A las pocas horas los rehenes fueron liberados tras 444 días de confinamiento (Crisis de los rehenes en Irán).

## Investigación
Las sospechas se despertaron pronto, un informe de la Oficina de Desarrollo Político de la Casa Blanca desveló la maquinación republicana. Los miembros de este partido habían empleado toda su experiencia en operaciones de inteligencia para evitar la sorpresa de octubre y prorrogar el secuestro. Otro informe elaborado por el Comité de Defensa y Seguridad del Soviet Supremo de la URSS aportó nuevos detalles de los acuerdos entre Reagan y el líder supremo de Irán en ese entonces, Ruhollah Jomeini.[cita requerida] Durante los meses previos a las elecciones se celebraron varias reuniones en Madrid y París entre enviados del partido republicano y enviados de Irán. Los republicanos prometieron que, si mantenían secuestrados a los estadounidenses hasta después de las elecciones, cuando llegaran al gobierno entregarían armas al régimen de Jomeini. Los acuerdos se cerraron en la capital francesa entre el 19 y el 20 de octubre. A las reuniones asistieron William Casey, el jefe de campaña de Reagan, (futuro director de la CIA), y George H. W. Bush, director de la CIA y posterior vicepresidente con Reagan. Toda la logística que empleó Bush para los desplazamientos a Europa y Asia fueron cedidos por Salem bin Laden (hermano de Osama bin Laden, futuro terrorista más buscado del mundo).
En opinión de algunos analistas respecto a las elecciones estadounidenses de 2008, la sorpresa de octubre se produjo en forma de los cataclismos bursátiles que beneficiaron electoralmente a Barack Obama.
En las anteriores elecciones se especuló con la posibilidad de que el millonario George Soros pudiera provocar un cataclismo en las bolsas para perjudicar a George W. Bush. Según Soros (quien consiguió su fortuna gracias a generar terremotos bursátiles), una gran crisis en la Bolsa sería necesaria reorientar la economía internacional. Aunque, aún se desconoce qué papel habría desempeñado Soros en los últimos acontecimientos en los parqués mundiales.